# Římskokatolická farnost Vřesovice
Římskokatolická farnost Vřesovice je územní společenství římských katolíků v  prostějovského děkanátu olomoucké arcidiecéze s farním kostelem svatého Petra a Pavla.

## Historie
První písemná zmínka o obci pochází z roku 1078, o kostele pak z roku 1417. Po úpravě fary v roce 1995 zde sídlí Střední odborné učiliště a učiliště Don Bosko.

## Duchovní správci
Od roku 1453 do roku 2005 včetně (údaje z let 1480–1578 ovšem chybí) je zaznamenáno 41 farářů; kaplanů, uvedených v rozmezí let 1691–1898 bylo 75. 
Od března 2013 je farářem P. Mgr. Andrzej Kaliciak, SDS.
Od července 2025 je farářem P. Stanislav Trčka, který přichází z farnosti Chropyně. 

## Bohoslužby
| Kostel                | Místo     | Bohoslužba (den)           | Hodina      | Poznámka     |
| --------------------- | --------- | -------------------------- | ----------- | ------------ |
| svatého Petra a Pavla | Vřesovice | neděle úterý čtvrtek pátek | 10.40 18.00 | Farní kostel |